# Idaea velitchkovsky
Idaea velitchkovsky är en fjärilsart som beskrevs av Hans Rebel 1907. Idaea velitchkovsky ingår i släktet Idaea och familjen mätare. Inga underarter finns listade i Catalogue of Life.